# Anthracothema
Anthracothema és un gènere de mamífers artiodàctils de la família dels antracotèrids que visqueren a Àsia durant l'Eocè, fa entre 33,9 i 41,3 milions d'anys. Se n'han trobat restes fòssils a la formació de Pondaung (Myanmar) i la formació de Heti (Xina). Es diferencia de l'antracoteri, del qual ha estat considerat un sinònim, en diversos caràcters de les cúspides de les dents molars. Juntament amb el myaingteri i el siamoteri, fou un dels primers hipopotamoïdeus a divergir de la resta del grup.